# Resolución 404 del Consejo de Seguridad de las Naciones Unidas
La resolución 404 del Consejo de Seguridad de las Naciones Unidas, adoptada el 8 de febrero de 1977, después de escuchar al representante de Benín, el Consejo reafirmó que los Estados deben abstenerse de amenazas y del uso de la fuerza en sus relaciones internacionales y decidió establecer una misión especial compuesta por tres miembros del Consejo para investigar los eventos del 16 de enero de 1977 en contra del país. Los hallazgos del reporte por el Consejo fueron examinados en la resolución 405
El incidente fue conocido por el Consejo por la República Popular de Benín el 26 de enero de 1977, después de que mercenarios extranjeros atacaran el aeropuerto y la ciudad de Cotonú, pero luego fueron forzados a retirarse.
Ningún detalle de la votación fue dado, más que fue adoptada "por consenso".